# Axylia transjecta
Axylia transjecta là một loài bướm đêm trong họ Noctuidae.